# Chanter
Chanter, tidigare ostjaker efter tatariska uschtak och tungusiska ostäket, är ett ugriskt folkslag främst boende vid Ob i Sibirien i Ryssland. De uppgick till 28 678 personer enligt den ryska folkräkningen 2002. Ungefär hälften talar chantiska som förstapråk, resterande talar ryska. Chanterna har språk och kultur släktdrag med de angränsande manserna, vilka tillsammans benämns obugrier.
Större delen är bosatta i Tiumen oblast (26 694 personer), främst i oblastets två autonoma distrikt: Chantien-Mansien (17 128 personer), där det chantiska språket har officiell status tillsammans med ryska och mansernas språk mansiska, och Jamalo-Nentsien (8 760 personer). Mindre grupper lever även i angränsande Tomsk oblast (873 personer) och Komirepubliken (88 personer).

## Historia
I början bodde chanterna väster om Ural, och ryssarna använde benämningen "jugrer" om dem. Jugrerna nämns i Nestorskrönikan 1092. Med benämningen åsyftades chanternas och mansernas förfäder. Jugrerna framträder i historiska källor fram till 1700-talet. I en källa från 1265 omnämns landet Jugra som skattepliktigt under Republiken Novgorod. På 1500-talet börjar man skilja på chanter och manser. 
Trots sitt perifera läge kom chanternas bosättningsområde att bli ett expansionsobjekt för två främmande makter. Från söder kom tatarerna som erövrare. Deras khanat nådde höjden av makt på chanternas område på 1300-1500-talen, då de krävde skatter men i övrigt lät den chantiska på släkteer grundade samhällsordningen bestå. Khanen Kutjum, som 1563 utropat sig till "Sibiriens kejsare", härskade över större delen av chanternas land. Från väster kom ryssarna. Redan 1364 gjorde den ryska hären för första gången ett erövringståg in i chanternas land, men ett allvarligare anfall ägde rum 1483, då flera av stamhövdingarna bortfördes som gisslan. Ivan III gick med på att släppa gisslan blott på villkor, att alla hövdingar i Jugra erkände Moskvas överhöghet och att man i fortsättningen betalade skatt till Moskva. Tydligen blev Ivan inte nöjd med resultatet, ty 1499 företog han ett nytt krigståg. För en tid framöver bestod också tatarernas övermakt parallellt med ryssarnas. Men 1582 erövrade ryssarna khanatets huvudstad Sibir, varefter ryssarnas makt fortlöpande spred sig till den slutgiltigt stabiliserades mot slutet av 1500-talet. I samband därmed grundades Tjumen 1585, Tobolsk 1587, Berjozov 1593 samt Surgut och Obdorsk 1595. 
Samtidigt som manserna gjorde hårt motstånd mot ryssarna kapitulerade chanternas stamhövdingar för det mesta frivilligt, tydligen i hopp om lättnader sedan de sluppit det tatariska oket. Stamhövdingarna erhöll i uppdrag att inkassera skatterna. Uppror utbröt ibland mot ryssarna; i Berjozov 1595, i Naromi 1598 och kring nedre loppet av Ob 1606. Förutom striderna mot ryssar och tatarer förekom i områdets norra delar mindre sammanstötningar med jurakerna, detta ännu i slutet av 1600-talet. 
Kristnandet av chanterna började relativt sent, nämligen i början av 1700-talet under Peter den stores tid. Den första kyrkan byggdes emellertid i Kondiskoj 1602. Biskop Filofej, den f.d. munken Feodor räknas som chanternas apostel. Men chanterna höll fast vid sin religion fram till början av 1900-talet. 
Förryskningen som ägde rum parallellt med kristningen hindrade chanterna från att utvecklas till en nationalitet. Det sociala och ekonomiska beroendet av kolonisatörerna utövade också ett förlamande inflytande. 
Chanterna har bevarade episka dikter, som handlar om de forna hjältarnas bedrifter och en rik sång- och sagoskatt har även konstaterats hos dem. Chanterna har även bevarat sin shamanistiska religion och förfädersdyrkan, som är intimt förknippat med folkdiktningen.